# Ділова гра
Ділова гра — метод пошуку рішень в умовній проблемній ситуації. Елементи ділової гри: розподіл за ролями, змагання, особливі правила тощо. Ділова гра застосовується як метод активного навчання її учасників з метою вироблення у них навичок прийняття рішень в нестандартних ситуаціях, а також як засіб тестування здібностей.
До формальної частини гри відносять:
- Мету гри;
- Спосіб оцінки ступеня досягнення мети;
- Формальні правила гри;
- Мету модельованих підсистем.

До неформальної частини гри автори відносять такі елементи:
- Учасників гри;
- Неформальні правила гри;
- Коло ділової гри

Елементи ділової гри можна об'єднати в шість основних блоків:
1. цілеспрямованість (для чого проводиться гра);
2. об'єктивно-ситуаційний блок (що моделює);
3. ігровий блок (хто грає);
4. рольовий (як імітується діяльність в рамках одного ігрового етапу);
5. блок результатів (що досягається при завершенні);
6. теоретичний блок.
Різновиди ділових ігор:
За методологією проведення ділові ігри поділяються на:
- — інноваційні;
- — організаційно-діяльнісні;
- — імітаційні;
- — дистанційні.